# Chumillas
Chumillas település Spanyolországban, Cuenca tartományban. Chumillas Solera de Gabaldón, Barchín del Hoyo, Piqueras del Castillo, Las Valeras, Olmeda del Rey és Monteagudo de las Salinas községekkel határos. Lakosainak száma 55 fő (2024).

## Népesség
A település népessége az utóbbi években az alábbiak szerint változott:
| Lakosok száma | 41   | 70   | 67   | 67   | 68   | 53   | 58   | 57   | 58   | 55   |
|               | 2001 | 2004 | 2006 | 2009 | 2011 | 2014 | 2016 | 2019 | 2021 | 2024 |